# Maverick (sèrie)
Maverick és una sèrie de televisió estatunidenca del gènere western produïda des de 1957 fins a 1962 per Warner Brothers.

## Personatges
La sèrie tracta d'una família de jugadors, tres germans, Brett, Bart i Brent Maverick interpretats per James Garner, Jack Kelly i Robert Colbert, respectivament. Juntament amb ells apareixia esporàdicament un cosí britànic, Beau, interpretat per Roger Moore. Es van rodar 124 episodis, en alguns dels quals només un dels Maverick feia la seua aparició i en altres participaven conjuntament. Brent Maverick solament es va incloure en l'últim any de la sèrie com un intent de reemplaçar a Brett, ja que Garner va abandonar la producció després d'un conflicte amb Warner.

## Argument
Les accions es desenvolupen a l'Oest dels Estats Units, on els Maverick guanyen la vida com a jugadors en jocs de pòquer i on es veuen involucrats en moltes vicissituds. Una característica de la sèrie era que en cada episodi algun dels germans feia referència al seu pare (que solament va aparèixer en un episodi, interpretat pel propi Garner) amb les paraules As my old pappy would say... («com el meu vell pare hauria dit»). El to de la sèrie era de comèdia lleugera i va tindre una nominació a un premi Emmy (James Garner) com a millor actor en un paper dramàtic (1959).